# Collège des économistes de la santé
 (mars 2024).
Si vous disposez d'ouvrages ou d'articles de référence ou si vous connaissez des sites web de qualité traitant du thème abordé ici, merci de compléter l'article en donnant les références utiles à sa vérifiabilité et en les liant à la section « Notes et références ».
Pour les articles homonymes, voir CES.
Le Collège des économistes de la santé (CES) est une société savante en économie. 
La santé joue un rôle de plus en plus important dans l'économie française, les dépenses de santé représentant un dixième de la richesse nationale. Le Collège des économistes de la santé a été créé en 1999 dans le but d'accompagner l'émergence de ce secteur clé et la nécessité d'en comprendre la dimension économique. Il réunit des chercheurs en économie de la santé, des centres de recherche spécialisés dans le secteur de la santé, des entreprises, des institutions.

## Missions
- Le CES a pour mission d’aider les chercheurs en donnant l'accès à de larges informations (colloques, appels d'offres, offres d'emploi…) mais aussi à des bases de données en évaluation médico-économique (EURONHEED).
- Le CES facilite les échanges en organisant des conférences et des séminaires…

- Une de ses missions est aussi d'assurer des formations en économie de la santé. Il a ainsi coordonné des formations à la CNAMTS (2007-2009) et au Régime Social des Indépendants (2009-2010).

## Organisation et structure
Tous les trois ans, le CES élit son conseil d’administration.

## Activités
Pour promouvoir la diffusion de l’économie de la santé et pour mettre en relation les différents acteurs, le Collège organise des séminaires et des conférences en économie de la santé et dirige des ouvrages collectifs ou des numéros spéciaux de revues scientifiques. 
- Un congrès annuel, les Journées des Économistes de la Santé (JESF)

- Des matinées thématiques sont organisées chaque année

- Une lettre trimestrielle : La lettre du CES